# La ideologia alemanya
La ideologia alemanya és un aplec de manuscrits de Karl Marx i Friedrich Engels escrits entre els anys 1845 i 1846. Són articles crítics dedicats als joves hegelians, un grup d'intel·lectuals alemanys crítics amb la religió i la política, del qual Marx i Engels formaren part; i als «socialistes vertaders», vessant alemany del moviment socialista.

En vida, Marx i Engels pogueren publicar sols parts de la seua crítica al jove hegelià Bruno Bauer, el 1846, i els seus articles sobre Karl Beck i Karl Grün, el 1847. Després de la mort de Marx i Engels, molts manuscrits els havia deixats Engels a Eduard Bernstein, que publicà seccions de la crítica a Max Stirner i el capítol sobre Karl Grün. El 1923 (en rus, i el 1926 en alemany) publicà parts dels manuscrits sobre Ludwig Andreas Feuerbach i David Riazànov com un capítol amb el títol de Marx i Engels sobre Feuerbach. La primera part de La ideologia alemanya, seguint el nom que Franz Mehring atribuí als manuscrits, amb base a una anotació de Marx del 3 d'abril del 1847 en què l'autor fa al·lusió a un:
«escrit sobre la ideologia alemanya». Com Marx apunta, es tractava d'una «crítica a la moderna filosofia alemanya exposada pels seus representants Feuerbach, Bauer i Stirner, i al socialisme alemany exposat pels seus diferents profetes». 
En aquesta publicació, Riazànov unifica en un sol capítol les temptatives de Marx i Engels d'escriure una crítica a Feuerbach, per tal de trobar-hi «la primera presentació de la concepció materialista de la història». El 1931, Riazànov és arrestat per haver donat suport a les víctimes de la persecució política estalinista, i no pogué realitzar el seu pla de publicar les obres completes de Marx i Engels, l'anomenada Marx-Engels-Gesamtausgabe (MEGA). La segona publicació dels textos com un llibre finalitzat fou el 1932, amb Vladímir Adoratskii, en el volum 5 de les obres completes. Llavors, la intenció de publicar les obres completes de Marx i Engels no atenia sols a l'interès acadèmic pels escrits dels autors, sinó que havien de servir de directrius polítiques del Partit Comunista de la Unió Soviètica, sota el comandament de Ióssif Stalin. L'edició d'Adoratskii va inserir títols en seccions no intitulades pels autors i redactà parts inacabades dels textos, al·legant que: 
era important treballar la connexió dialèctica entre els grups individuals de material seguint la forma de presentació dels autors.
A partir del 1966, amb la publicació de La ideologia alemanya pels estudiosos Inge Taubert i Georgi Bagaturiia, començà un treball filològic que vol presentar els manuscrits en la seua fragmentació, i mostra que s'escrigueren en moments diferents, en retirar els subtítols donats per Adoratskii i en inserir correctament les pàgines que hi mancaven. Aquesta publicació dona origen a una llarga investigació sobre els manuscrits deixats per Marx i Engels i a una sèrie de publicacions sobre el tema.
El 2004, La ideologia alemanya conté els manuscrits crítics sobre Feuerbach publicats en alemany com un aplec de textos fragmentats, amb la presentació de les anotacions dels autors als marges, i paràgrafs ratllats. El 2017, es fa la primera publicació completa dels manuscrits, per Ulrich Pagel, Gerald Hubmann i Christine Weckwerth, amb el nom de Deutsche Ideologie: Manuskripte und Drucke («Ideologia alemanya: manuscrits i esbossos»).

## Crítica als joves hegelians
Hi ha divergències sobre la posició que Marx i Engels tenen llavors quan al seu recorregut intel·lectual. Una posició més ortodoxa, que es pot veure d'antuvi en les publicacions de Riazànov i d'Adoratskii, assumeix que aquest text és un moment de ruptura decisiu de Marx i Engels amb els joves hegelians i, també, amb la filosofia en general cap a la ciència i a la praxi revolucionària. En aquesta línia d'interpretació, La ideologia alemanya presenta, per primera volta, els principis fonamentals del materialisme històric i, per tant, del socialisme científic. Louis Althusser n'afirma al respecte:
A partir del 1845, Marx trenca totalment amb la teoria que funda la història i la política en l'essència humana. Aquesta ruptura única implica tres aspectes indissociables:
(1) formació d'una teoria historicopolítica basada en conceptes radicalment nous: de formació social, forces productives, relacions de producció, superestrutura, ideologia, determinacions en darrera instància per l'economia, determinació específica dels altres nivells, etc.;
(2) crítica radical de les pretensions teòriques de l'humanisme filosòfic;
(3) definició de l'humanisme com a ideologia;
En aquesta nova concepció, tot encaixa rigorosament, amb un nou rigor: l'essència humana criticada (2) és definida com a ideologia (3), categoria que pertany a la nova teoria sociohistòrica (1).

La ruptura amb l'antropologia o l'humanisme filosòfics no és pas un detall sense importància: forma part del descobriment científic de Marx.
Una posició més crítica sobre la idea que es tracta d'un moment de ruptura de Marx i Engels amb la filosofia es pot trobar en Michael Heinrich: 
En cap altre lloc de l'obra de Marx es troba una formulació semblant a la de la 11a tesi sobre Feuerbach. Observant la vida i l'obra de Marx després d'aquestes Tesis, veiem molta «interpretació» amb l'objectiu de «transformar» el món. Quan Marx escriu ràpidament aquestes tesis en un quadern, es trobava en una inflexió intel·lectual. Ja en La sagrada família, escrita el 1844, però publicada al 1845, Marx hi havia criticat durament el seu antic amic Bruno Bauer, però encara apreciava l'estudi de Ludwig Feuerbach; també, veia en Feuerbach un aliat intel·lectual contra Bauer i els anomenats joves hegelians. Probablement com a conseqüència de la lectura de l'obra de Stirner L'únic i la seva propietat a la fi del 1844 o primeria del 1845, Marx comença a distingir els punts febles de Feuerbach. Per això, Marx hagué de desenvolupar no sols una crítica a Feuerbach, sinó aprofundir la seua crítica als anomenats joves hegelians i articular aquesta crítica de manera independent de Feuerbach. Les Tesis sobre Feuerbach són un esbós molt migrat si es considera aquest procés de crítica complicat i compost per diversos nivells. Després de la publicació uns anys després de la mort de Marx, la recepció de les Tesis ignorà gairebé totalment aquestes condicions específiques de la seua emergència. Les Tesis es consideraren una mena de document de fundació atemporal d'una nova ciència anomenada «materialisme històric» (un terme, però, mai no utilitzat per Marx). A causa d'aquesta recepció torta, el significat concret de termes com «filosofia» –que significava sobretot la filosofia dels joves hegelians– es generalitzà. El que consistia en una intenció d'arribar a alguns dels joves hegelians que creien que, amb una nova interpretació del món, la seua transformació vindria quasi automàticament, es transformà en una proposició atemporal. I aquesta proposició atemporal va fer carrera en molts grups d'esquerra i partits comunistes. Molts dirigents, confrontats amb una crítica de l'anàlisi o de la política del seu partit, no debatien de fet el contingut d'aquesta crítica, sinó que llançaven contra els seus crítics la 11a tesi: «nosaltres no volem interpretar el món, volem transformar-lo». Per a un marxisme autoritari, aquest ús indegut de la 11a tesi era l'arma perfecta per a posar fi abruptament a qualsevol discussió inconvenient.